# Hahnia nigricans
Hahnia nigricans là một loài nhện trong họ Hahniidae.
Loài này thuộc chi Hahnia. Hahnia nigricans được Pierre L. G. Benoit miêu tả năm 1978.